# Leptocera gel
Leptocera gel är en tvåvingeart som beskrevs av Papp 1978. Leptocera gel ingår i släktet Leptocera och familjen hoppflugor. Inga underarter finns listade i Catalogue of Life.